# Arthur Schutt

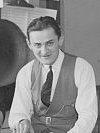
Arthur Schutt (1902–1965).

Arthur Schutt (* 21. November 1902 in Reading (Berks County, Pennsylvania); † 28. Januar 1965 in San Francisco) war ein US-amerikanischer Jazz-Pianist und Arrangeur.
Arthur Schutt lernte das Klavierspiel von seinem Vater und begann seine Musikerlaufbahn bereits als Jugendlicher, als er 1915 als Begleiter in Stummfilm-Theatern auftrat. 1918 spielte er im Paul Specht Orchester, dem er mehrere Jahre angehörte. Mit der Band kam er 1923 nach London, wo er zwei Piano-Novelty Schallplatten für das Label Regal einspielte („Bluin' the Black Keys“). Während der 1920er Jahre arbeitete in verschiedenen Ensembles, wie The Charleston Chasers um Red Nichols und Phil Napoleon (1927) und dem Orchester von Roger Wolfe Kahn. Ende der 1920er Jahre war Schutt in New York ein gefragter Studiomusiker und wirkte bei Plattenaufnahmen von The Georgians, Bix Beiderbecke, Miff Mole, Red Nichols, Frankie Trumbauer, Joe Venuti, Nat Shilkret, Mildred Bailey und Benny Goodman mit. Anfang der 1930er Jahre leitete er in New York eine eigene Band, die einige 78er für Crown, Okeh, Parlophone und Odeon einspielte. Der Schutt-Band gehörten u. a. Eddie Lang, Carl Kress, Babe Russin, Manny Klein, Stan King, Jimmy und Tommy Dorsey sowie Smith Ballew als Bandsänger an. In den 1940er und 1950er Jahren war er als Studiomusiker und Arrangeur für MGM in Hollywood tätig.